# Crassula moschata
Crassula moschata (лат.) — вид растений рода Толстянка (Crassula) семейства Толстянковые (Crassulaceae).

## Название
Родовое латинское название Crassula происходит от латинского слова crassus, — «толстый», в основном из-за присутствия у растений этого рода сочных листьев.
Видовой латинский эпитет moschata происходит от лат. moschatus, что переводится как «с ароматом мускуса», вероятно, указывая на характерный цветочный аромат; мускусный.

## Ботаническое описание
Многолетнее травянистое растение, формирующее от мелких до крупных и обширных рыхлых или плотных циновок, иногда достигающих нескольких метров в диаметре. Стебли полегающие, укореняющиеся в узлах, восходящие на концах, сильно разветвленные. Листья сросшиеся у основания, переменной формы, размером 2,0-12,0 × 1,2-3,4 мм, толщиной около 0,7 мм, узко-лопастные или узко-эллиптические, иногда эллиптические, сверху плоские, снизу слегка выпуклые; вершина тупая.
Цветки одиночные в пазухах листьев, звездчатые, сладко ароматные, состоят из четырех частей, диаметром 4-6 мм; цветоножки длиной 1-3 мм во время цветения, не удлиняются при плодоношении. Доли чашечки размером 1,0-1,8×0,5-0,6 мм, яйцевидные или треугольно-яйцевидные, тупые. Лепестки 2,0-3,5 × 1,2-1,7 мм, от широко-эллиптических до округлых, белые или белые с розовым оттенком у основания, тупые, чашечка значительно больше. Листовки гладкие. Семена длиной 0,5-0,7 мм.

## Распространение и экология

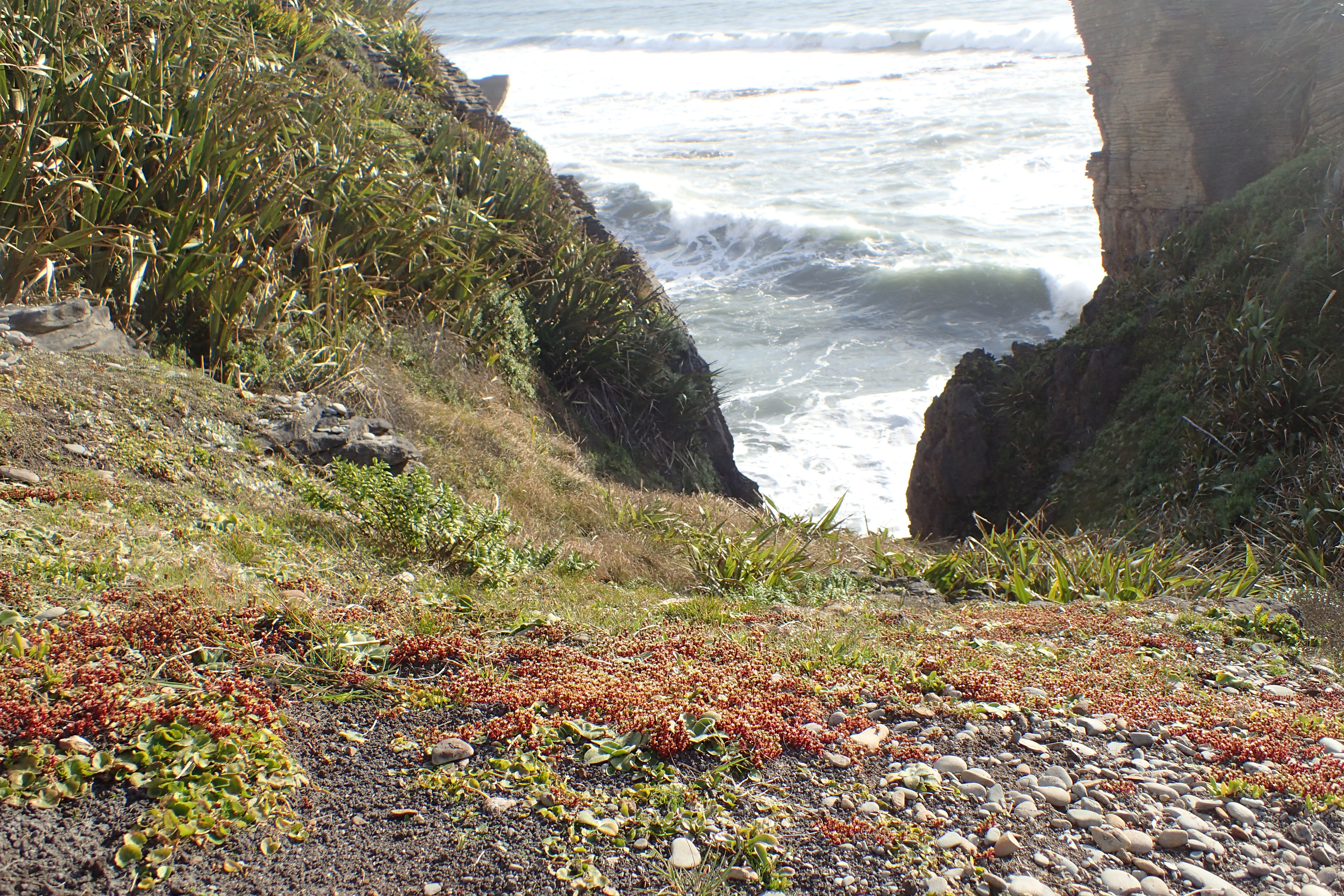
Пунакаики, Новая Зеландия

Растет на территории южной части Аргентины и Чили, а также на севере и юге Новой Зеландии. Также можно встретить на Тасмании, Островах Антиподов, островах Чатем, островах Крозе, Фолклендских островах, Кергелене, острове Маккуори и Принс-Эдуарде.
Обитает строго на прибрежной зоне. Растет на каменных платформах, рифах, скалах у берега, а также во влажных торфяных просачиваниях и приливных ручьях, всегда под воздействием солевых брызг.

## Таксономия

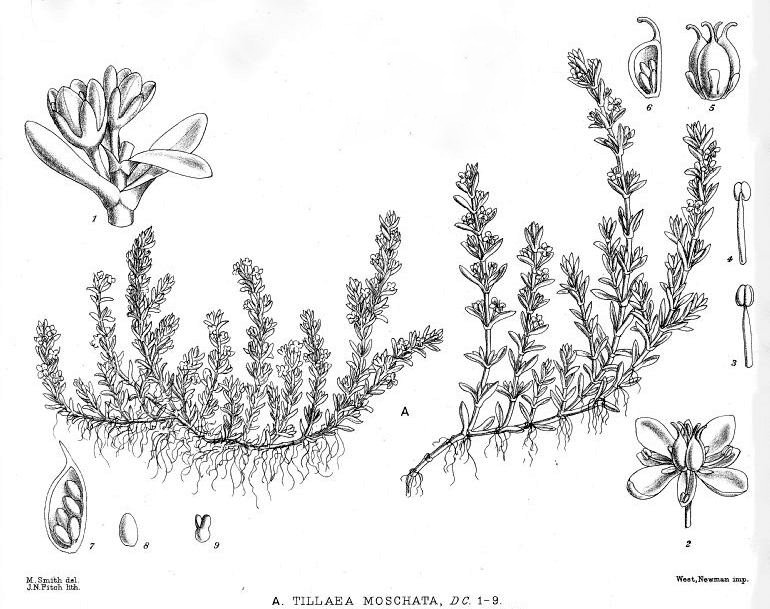
Ботаническая иллюстрация

Crassula moschata G.Forst., первое упоминание в Commentat. Soc. Regiae Sci. Gott. 9: 26 (1789).

### Синонимы
Гомотипные (основанные на одном и том же номенклатурном типе):
- Bulliarda moschata (G.Forst.) d'Urv.
- Tillaea moschata (G.Forst.) DC.

Гетеротипные (основанные на разных номенклатурных типах):
- Bulliarda magellanica Comm. ex DC.
- Crassula magellanica (Willd. ex Schult.) Macloskie
- Tillaea chiloensis Gay
- Tillaea magellanica Willd.